# Lasioglossum durbanense
Lasioglossum durbanense är en biart som först beskrevs av Cockerell 1940.  Lasioglossum durbanense ingår i släktet smalbin, och familjen vägbin. Inga underarter finns listade i Catalogue of Life.